# 特雷泽勒
特雷泽勒（法語：Trézelles，法語發音：[tʁezɛl]）是法国阿列省的一个市镇，位于该省东部，属于维希区。

## 地理
特雷泽勒（46°19'44"N, 3°35'32"E）面积18.14 平方千米，位于法国奥弗涅-罗讷-阿尔卑斯大区阿列省，该省份为法国中部省份，北起涅夫勒省、西北接谢尔省，西南至克勒兹省，南至多姆山省，东南临卢瓦尔省，东临索恩-卢瓦尔省。
与特雷泽勒接壤的市镇（或旧市镇、城区）包括：沙夫罗什、桑德雷、塞尔维利、泰什河畔瓦雷讷。

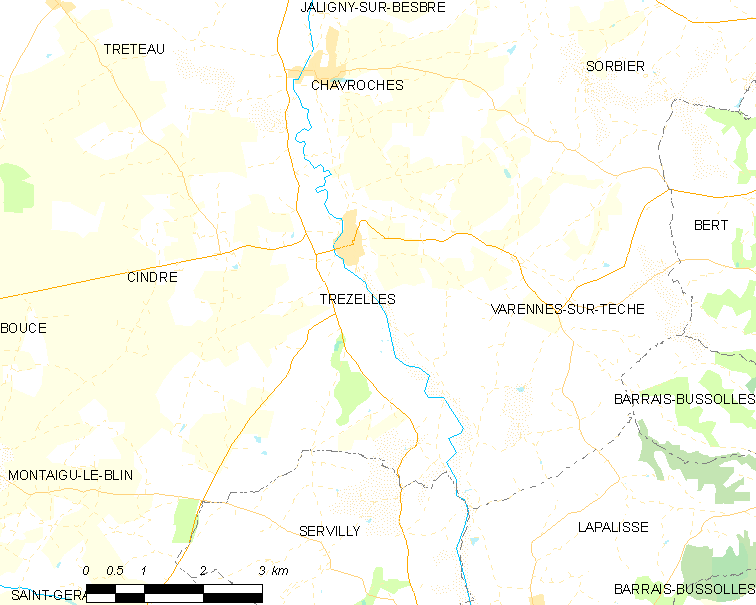
特雷泽勒的OSM定位图

特雷泽勒的时区为UTC+01:00、UTC+02:00（夏令时）。

## 行政
特雷泽勒的邮政编码为03220，INSEE市镇编码为03291。

## 政治
特雷泽勒所属的省级选区为穆兰第二县。

## 人口

1962-2008年间特雷泽勒人口变化图示

特雷泽勒于2022年1月1日时的人口数量为393人。